# Ibrahim ibn Said al-Sahli

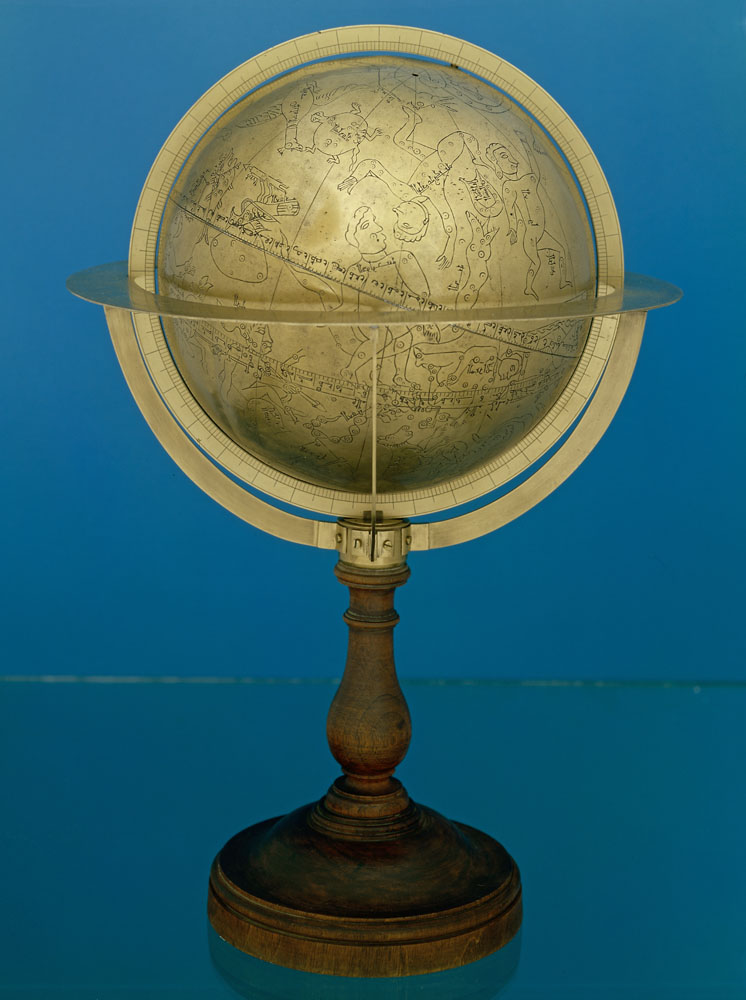
Globo terráqueo de Said al-Sahli en el Museo Galileo, Florencia.

Ibrahim Ibn Saîd al-Sahlì (siglo XI) fue un fabricante de instrumentos astronómicos, activo de 1050 a 1090.

## Semblanza
Ibrahim Ibn Saîd al-Sahlì trabajó en las ciudades hispano musulmanas de Valencia y Toledo (actualmente España). Aparece mencionado en una lista de estudiosos matemáticos andalusíes en un libro escrito en 1068. Ideó y construyó el "astrolabio de al-Sahlî", un instrumento para determinar las posiciones de las estrellas en el cielo. Construyó cuatro astrolabios más entre 1067 y 1086. Su primer astrolabio estuvo caracterizado por la peculiaridad de su forma de operarse, distinta de la de otros instrumentos similares de su misma época.
También es conocido por sus globos terráqueos, uno de los cuales se conserva en el Museo Galileo de Florencia.